# Časnik
Časnik, u vojnom smislu je vojna osoba, pripadnik oružanih snaga na zapovjedničkom položaju, koji uz odgovarajuću civilnu izobrazbu imaju potreban stupanj vojnih znanja i vještina i ovlašteni su za zapovijedanje postrojbama, zapovjedništvima i ustanovama oružanih snaga.

## Časnici u Oružanim snagama Republike Hrvatske
Časnici u Oružanim snagama Republike Hrvatske su:
- djelatni časnici,
- pričuvni časnici,
- umirovljeni časnici.

Časnički činovi razvrstani su:
- niži časnici,
- viši časnici,
- generali, odnosno admirali.

Prema granama oružanih snaga, časnici su razvrstani:
- časnik kopnene vojske
- časnik ratnog zrakoplovstva
- časnik ratne mornarice

## Poveznice
- Činovi u Oružanim snagama Republike Hrvatske